# Saint-Quentin
Saint-Quentin er en stor fransk provinsby. Den er beliggende i departementet Aisne.